# Prorifera spanner
Prorifera spanner är en insektsart som beskrevs av Kenneth Hedley Lewis Key 1976. Prorifera spanner ingår i släktet Prorifera och familjen Morabidae. Inga underarter finns listade i Catalogue of Life.